# Список послов Казахстана
Список послов Республики Казахстан с момента получения независимости. Без учёта послов по совместительству и временно поверенных в делах.

## Азия

### Азербайджан
1. Ибрагим Амангалиев (1993—1998)
2. Рашид Ибраев (1998—2002)
3. Андарь Шукпутов (2002—2007)
4. Серик Примбетов (2008—2013)
5. Амангельды Жумабаев (2013—2015)
6. Бейбит Исабаев (2015—2019)
7. Сержан Абдыкаримов (30 сентября 2019—18 апреля 2023)
8. Алим Байель (18 апреля 2023—н. в.)

### Армения
1. Айымдос Бозжигитов (январь 2010 — 6 марта 2015)
2. Тимур Уразаев (29 марта 2016 — 12 февраля 2021)
3. Болат Иманбаев (12 февраля 2021—н. в.)

### Афганистан
1. Агыбай Смагулов (2005—2011)
2. Омиртай Битимов (2011—апрель 2018)
3. Алимхан Есенгельдиев (2 апреля 2018 — 9 сентября 2024)

### Вьетнам
1. Бекетжан Жумаханов (декабрь 2013—май 2019)
2. Ерлан Байжанов  (май 2019—25 августа 2023)
3. Канат Тумыш  (с 25 августа 2023)

### Грузия
1. Ермухамет Ертысбаев (2013—2018)
2. Бауржан Мухамеджанов (май 2018—9 декабря 2022)
3. Малик Мурзалин (9 декабря 2022—н. в.)

### Израиль
1. Бырганим Айтимова (1996—2002)
2. Кайрат Абдрахманов (2003—2006)
3. Вадим Зверьков (2006—2008)
4. Галым Оразбаков (2008—2012)
5. Болат Нургалиев (2012—сентябрь 2014)
6. Дулат Куанышев (декабрь 2014 — 30 сентября 2019)
7. Сатыбалды Буршаков (30 сентября 2019 — 26 марта 2024)
8. Даулет Ембердиев (26 марта 2024 — н. в.)

### Индия
1. Мухамеджан Исаев (1993—1994) (каз.)
2. Рашид Ибраев (1995—1998)
3. Аскар Шакиров (1998—2004)
4. Кайрат Умаров (2004—2009)
5. Дулат Куанышев (2010—сентябрь 2014)
6. Булат Сарсенбаев (6 октября 2014—4 сентября 2019)
7. Ерлан Алимбаев (4 сентября 2019[1]-апрель 2021) (англ.)
8. Нурлан Жалгасбаев (апрель 2021 — 7 апреля 2025)
9. Азамат Ескараев (7 апреля 2025 — н. в.)

### Индонезия
1. Бейбут Атамкулов (2010—2012)
2. Асхат Оразбай (2012—январь 2019)
3. Данияр Сарекенов (май 2019 — 23 октября 2023)
4. Сержан Абдыкаримов (с 23 октября 2023)

### Иордания
1. Булат Сарсенбаев (2007—октябрь 2014)
2. Азамат Бердыбай (октябрь 2014—июнь 2019)
3. Айдарбек Туматов (6 июня 2019 — 18 апреля 2024)
4. Талгат Шалданбай (с 4 июня 2024)

### Иран
1. Мырзатай Жолдасбеков (1993—1996)
2. Вячеслав Гиззатов (1996—2000)
3. Толеген Жукеев (2000—2003)
4. Сабит Таиров (2004—2006)
5. Ерик Утембаев (2006—2009)
6. Нурбах Рустемов (2009—2010)
7. Багдад Амреев (2011 — сентябрь 2018)
8. Асхат Оразбай (январь 2019 — 11 января 2024)
9. Онталап Оналбаев (26 марта 2024 — н. в.)

### Катар
1. Азамат Бердыбай (2007—октябрь 2014)
2. Аскар Шокыбаев (ноябрь 2014—сентябрь 2020)
3. Арман Исагалиев (сентябрь 2020—н. в.)

### Кыргызстан
1. Мухтар Шаханов (1993—2003)
2. Умирзак Узбеков (2003—2008)
3. Бакыт Оспанов (2008—2009)
4. Бейбит Исабаев (2009—16 марта 2015)
5. Айымдос Бозжигитов (16 марта 2015 — 7 февраля 2018)
6. Карим Кокрекбаев (7 февраля 2018—26 августа 2019)
7. Кайрат Нурпеисов (26 августа 2019—2021)
8. Рапиль Жошыбаев (2021—н. в.)

### Кувейт
1. Алмас Абдраманов (октябрь 2014—июнь 2019)
2. Даулет Ембердиев (28 июня 2019—сентябрь 2020)
3. Азамат Бердыбай (октябрь 2020 — 5 июля 2025)
4. Ержан Елекеев (5 июля 2025 — н. в.)

### Ливан
1. Булат Сарсенбаев (2012—2014)
2. Расул Жумалы (13 июня 2022—н. в.)

### Малайзия
1. Амангельды Жумабаев (1996—1999)
2. Болатхан Тайжан (1999—2001)
3. Икрам Адырбеков (2002—2004)
4. Мухтар Тлеуберди (2004—2009)
5. Бейбут Атамкулов (2010—2012)
6. Данияр Сарекенов (2013—май 2019)
7. Болат Иманбаев (май 2019—февраль 2021)
8. Булат Сугурбаев (февраль 2021—н. в.)

### Монголия
1. Орман Нурбаев (2007—2012)
2. Калыбек Кобландин (2013—14 августа 2019)
3. Жалгас Адилбаев (14 августа 2019—8 апреля 2022)
4. Габит Койшыбаев (8 апреля 2022 — 21 апреля 2025)
5. Алмас Сейтакынов (21 апреля 2025 — н. в.)

### Объединённые Арабские Эмираты
1. Аскар Мусинов (2006—2013)
2. Кайрат Лама-Шариф (2013—февраль 2019)
3. Мадияр Менилбеков (26 февраля 2019 — 18 апреля 2024)
4. Нажмедин Мухаметалиулы (18 апреля 2024 — 23 мая 2025)
5. Рауан Жумабек (23 мая 2025 — н. в.)

### Оман
1. Ерлан Абильдаев (2011—2014)
2. Ержан Мукаш (2014—май 2019)
3. Нажмедин Мухаметалиулы (18 мая 2019 — 18 апреля 2024)
4. Айдарбек Туматов (с 18 апреля 2024)

### Пакистан
1. Тамас Айтмухамбетов (1994—1999)
2. Бекжасар Нарбаев (1999—2003)
3. Бейбит Исабаев (2003—2006)
4. Бакытбек Шабарбаев (2006—январь 2018)
5. Акан Рахметуллин (28 июня 2019—2021)
6. Ержан Кистафин (2021—н. в.)

### Саудовская Аравия
1. Багдад Амреев (1996—2002)
2. Аскар Мусинов (2002—2006)
3. Кайрат Лама-Шариф (2006—2011)
4. Бахтияр Тасымов (2011—2013)
5. Бахыт Батыршаев (2013—март 2019)
6. Берик Арын (март 2019 — 18 апреля 2024)
7. Мадияр Менилбеков (с 18 апреля 2024)

### Сингапур
1. Ерлан Баударбек-Кожатаев (2008—апрель 2016)
2. Усен Сулеймен (июнь 2016—июнь 2019)
3. Аркен Арыстанов (июнь 2019—21 октября 2022)
4. Аскар Куттыкадам (21 октября 2022—н. в.)

### Таджикистан
1. Аманжол Жанкулиев (2001—2003)
2. Ерлан Абильдаев (2004—2008)
3. Абуталип Ахметов (2008—2010)
4. Агыбай Смагулов  (2011—2016)
5. Нурлан Сейтимов (29 марта 2016 — 17 января 2019)
6. Аскар Тажибаев (18 марта 2019 — 15 марта 2022)
7. Валихан Туреханов (15 марта 2022—н. в.)

### Таиланд
1. Марат Есенбаев (28 мая 2013 — 3 июля 2017)
2. Раушан Есболатова (3 июля 2017 — 21 апреля 2022)
3. Арман Исетов (21 апреля 2022 — 5 июля 2025)

### Туркменистан
1. Амангельды Жумабаев (1999—2004)
2. Вячеслав Гиззатов (2004—2005)
3. Мурат Атанов (2005—2008)
4. Асхат Оразбай (2008—2012)
5. Орман Нурбаев (2012—2017)
6. Жандос Асанов (2018—2019)
7. Еркебулан Сапиев (2019—2022)
8. Аскар Тажибаев (2022—2024)
9. Нурлан Ногаев (с 20 июня 2024)

### Турция
1. Канат Саудабаев (1992—1994, 1994—1996)
2. Балташ Турсумбаев (1996—1998)
3. Кайрат Сарыбай (1999—2003)
4. Аманжол Жанкулиев (2003—2005)
5. Бейбит Исабаев (2006—2008)
6. Багдат Амреев (2008—2010)
7. Жансеит Туймебаев (2010—октябрь 2016)
8. Абзал Сапарбекулы (с 5 апреля 2017)
9. Еркебулан Сапиев (15 марта 2022 — 16 июля 2024)

### Узбекистан
1. Сайлау Батырша-улы (1993—1994)
2. Нажамеден. Искалиев (1994—1997)
3. Умирзак Узбеков (1997—2003)
4. Тлеухан Кабдрахманов (2003—2006)
5. Аскар Мырзахметов (2006—2007)
6. Заутбек Турисбеков (2007—2009)
7. Борибай Жексембин (2010—2015)
8. Ерик Утембаев (2016—2019)
9. Дархан Сатыбалды (2019—2022)
10. Бейбут Атамкулов (2022—н. в.)

### Шри-Ланка
1. Сергей Викторов (21 апреля 2025 — н. в.)

### Южная Корея
1. Толеген Жукеев (1995—2000)
2. Болат Нургалиев (2000—2003)
3. Дархан Бердалиев (2003—2006)
4. Дулат Бакишев (2006—2008)
5. Дархан Бердалиев (2008—2012)
6. Дулат Бакишев (2012—27 апреля 2018)
7. Бакыт Дюсенбаев (27 апреля 2018 — 16 июня 2023)
8. Нургали Арыстанов (16 июня 2023 — н. в.)

### Япония
1. Тлеухан Кабдрахманов (1996—2003)
2. Болат Нургалиев (2003—2006)
3. Акылбек Камалдинов (2007—2016)
4. Ерлан Баударбек-Кожатаев (апрель 2016—2021)
5. Сабр Есимбеков (июнь 2021 — 12 декабря 2024)
6. Ерлан Баударбек-Кожатаев (12 декабря 2024 — н. в.)

## Америка

### Бразилия
1. Бауытжан Ордабаев  (2012 — декабрь 2015)
2. Кайрат Саржанов (29 марта 2016 — 12 февраля 2021)
3. Болат Нусупов (12 февраля 2021 — н. в.)

### Канада
1. Ерлан Абильдаев (2008—2011)
2. Константин Жигалов (2012—27 апреля 2018)
3. Акылбек Камалдинов (27 апреля 2018 — 16 июня 2023)
4. Даулетбек Кусаинов (4 июля 2023 — по настоящее время)

### Мексика
1. Андриан Елемесов (10 августа 2015 — 7 августа 2020)
2. Тимур Примбетов (23 октября 2023 — 15 ноября 2024)
3. Алмурат Турганбеков (с 15 ноября 2024)

### Куба
1. Андриан Елемесов (15 марта 2022—н. в.)

## Африка

### Алжир
1. Ануарбек Ахметов (с 15 ноября 2024)

### Египет
1. Болатхан Тайжан (1993—1999)
2. Аскар Мусинов (1999—2002)
3. Багдат Амреев (2002—2008)
4. Бахтияр Тасымов (2008—2011)
5. Берик Арын (2011—октябрь 2016)
6. Арман Исагалиев (2017—сентябрь 2020)
7. Кайрат Лама-Шариф (сентябрь 2020 — 5 января 2025)
8. Аскар Женис (5 января 2025 — н. в.)

### Кения
1. Барлыбай Садыков (23 мая 2025 — н. в.)

### Марокко
1. Саулекуль Сайлаукызы (март 2021 — н. в.)

### Эфиопия
1. Ерлик Али (21 октября 2014 — 18 июля 2019)
2. Барлыбай Садыков (19 июля 2019 — 23 мая 2025)
3. Жалгас Адилбаев (23 мая 2025 — н. в.)

### ЮАР
1. Талгат Калиев (2014—июль 2019)
2. Канат Тумыш (12 июля 2019—11 января 2023)
3. Еркин Ахинжанов (11 января 2023—н. в.)

## Европа

### Австрия
1. Сагинбек Турсунов (1996—2002)
2. Рахат Алиев (2002—2005)
3. Дулат Куанышев (2005—2007)
4. Рахат Алиев (2007)
5. Кайрат Абдрахманов (2007—2008)
6. Ержан Казыханов (2008—2011)
7. Кайрат Абдрахманов (2011—2013)
8. Кайрат Сарыбай (2014—2020)
9. Кайрат Умаров (30 сентября 2020—6 октября 2022)
10. Aлибек Бакаев (21 октября 2022—н. в.)

### Албания
1. Искандер Айсариев (с 16 июля 2024)

### Белоруссия
1. Валерий Темирбаев (1994—1996)
2. Юрий Клочков (1996—1998)
3. Владимир Алесин (1998—2003)
4. Газиз Алдамжаров (2003—2006)
5. Болат Искаков (2006—2008)
6. Анатолий Смирнов (2008—2012)
7. Ергали Булегенов (2012—2017)
8. Ермухамет Ертысбаев (2017—2019)
9. Аскар Бейсенбаев (12 августа 2019 — 25 августа 2023)
10. Ерлан Байжанов (25 августа 2023 — 4 июня 2024)
11. Тимур Жаксылыков (с 4 июня 2024)

### Бельгия (Европейский союз, НАТО)
1. Ауесхан Кырбасов (1993—1998)
2. Ахметжан Есимов (1998—2001)
3. Тулеутай Сулейменов (2001—2003)
4. Константин Жигалов (2003—2009)
5. Ерик Утембаев (2009—2012)
6. Алмаз Хамзаев (2012—22 мая 2018)
7. Айгуль Куспан (03 июля 2018—14 января 2021)
8. Маргулан Баймухан (19 апреля 2021 — 5 июля 2025)
9. Роман Василенко (5 июля 2025 — н. в.)

### Болгария
1. Темиртай Избастин (2019—9 декабря 2022)
2. Виктор Темирбаев (9 декабря 2022—н. в.)

### Великобритания
1. Нуртай Абыкаев (1995—1996)
2. Канат Саудабаев (1996—1999)
3. Адиль Ахметов (2000—2001)
4. Ерлан Идрисов (2002—2007)
5. Кайрат Абусеитов (2008—17 сентября 2014)
6. Ержан Казыханов (17 сентября 2014—15 февраля 2017)
7. Ерлан Идрисов (февраль 2017—2022)
8. Магжан Ильясов (2022—н. в.)

### Венгрия
1. Салим Курмангожин (1993—1996) (каз.)
2. Тулеутай Сулейменов (1996—2001)
3. Сагинбек Турсунов (2002—2006)
4. Рашид Ибраев (2006—2012)
5. Нурбах Рустемов (2013 — 30 сентября 2019)
6. Жанибек Абдрашов (30 сентября 2019 — 16 июля 2024)
7. Абзал Сапарбекулы (с 16 июля 2024 — н. в.)

### Германия
1. Сагинбек Турсунов (1993—1995)
2. Ерик Асанбаев (1996—2000)
3. Вячеслав Гиззатов (2000—2003)
4. Кайрат Сарыбай (2003—2007)
5. Нурлан Онжанов (2008—4 июля 2014)
6. Болат Нусупов (сентябрь 2014—июнь 2019)
7. Даурен Карипов (6 июня 2019—2022)
8. Нурлан Онжанов (13 июня 2022—н. в.)

### Греция
1. Сергей Нуртаев (2009—сентябрь 2015)
2. Алексей Волков (апрель 2016 — 18 мая 2021)
3. Ерлан Баударбек-Кожатаев (31 мая 2021 — 12 декабря 2024)
4. Тимур Султангожин (23 января 2025 — н.в.)

### Испания
1. Алмаз Хамзаев (1998—2004)
2. Нурлан Даненов (2004—2008)
3. Ергали Булегенов (2008—2012)
4. Бакыт Дюсенбаев (2012—2018)
5. Константин Жигалов (27 апреля 2018—11 января 2023)
6. Данат Мусаев (11 января 2023—н. в.)

### Италия
1. Олжас Омарович Сулейменов (1995—2001)
2. Быргыным Айтимова (2002—2004)
3. Алмаз Хамзаев (2004—2012)
4. Андриан Елемесов (2012—10 августа 2015)
5. Сергей Нуртаев (сентябрь 2015—февраль 2021)
6. Ерболат Сембаев (февраль 2021—н. в.)

### Кипр
1. Николай Жумаканов (23 января 2025 — н.в.)

### Латвия
1. Серик Примбетов (1 ноября 2019 — 23 октября 2023)
2. Даурен Карипов (с 23 октября 2023)

### Литва
1. Саят Бейсенов (1995—1997)
2. Икрам Адырбеков (1997—2002)
3. Рашид Ибраев (2002—2006)
4. Тлеухан Кабдрахманов (2006—2008)
5. Галымжан Койшибаев (2008—2012)
6. Бауржан Мухамеджанов (2013—29 мая 2018)
7. Виктор Темирбаев (август 2018—1 ноября 2019)
8. Тимур Пиримбетов (1 ноября 2019—9 декабря 2022)
9. Тимур Уразаев (9 декабря 2022—н. в.)

### Молдова
1. Дархан Калетаев (12 октября 2020—30 марта 2022, по совместительству)
2. Алмат Айдарбеков (30 марта 2022—н. в.)

### Нидерланды
1. Майнюра Мурзамадиева (2007—2016)
2. Магжан Ильясов (май 2016—2020)[2]
3. Аскар Жумагалиев (30 сентября 2020 — 6 сентября 2024)
4. Кайрат Абдрахманов (с 6 сентября 2024)

### Норвегия
1. Аскар Тажиев (25 сентября 2013 — 17 сентября 2014)
2. Кайрат Абусеитов (17 сентября 2014 — 22 октября 2018)
3. Еркин Ахинжанов (9 апреля 2019 — 11 января 2023)
4. Адиль Турсунов (11 января 2023 — н. в.)

### Польша
1. Константин Жигалов (2000—2003)
2. Тулеутай Сулейменов (2003—2005)
3. Алексей Волков (2005—2012)
4. Ерик Утембаев (2012—2016)
5. Алтай Абибуллаев (май 2016—февраль 2017)
6. Маргулан Баймухан (июль 2017—май 2020)
7. Алим Кирабаев (5 марта 2020 — 7 апреля 2025)
8. Нурлан Жалгасбаев (7 апреля 2025 — н. в.)

### Португалия
1. Даулет Батрашев (30 сентября 2019 — 5 января 2025)
2. Жан Галиев (5 января 2025 — н. в.)

### Румыния
1. Даулет Батрашев (сентябрь 2014 — 30 сентября 2019)
2. Нурбах Рустемов (30 сентября 2019 — 24 марта 2023)
3. Ерлик Али (24 марта 2023 — н. в.)

### Северная Македония
1. Сатыбалды Буршаков (26 марта 2024 — н. в.)

### Сербия
1. Габит Сыздыкбеков (30 сентября 2019 — 2 июля 2021)
2. Мади Атамкулов (с 2 июля 2021)

### Словакия
1. Роман Василенко (21 декабря 2019[3]—2022)
2. Толежан Барлыбаев (30 марта 2022 — 15 ноября 2024)
3. Жанна Сагинова (15 ноября 2024 - )

### Словения
1. Данияр Сарекенов (с 9 сентября 2024)

### Украина
1. Юрий Клочков (1994—1996)
2. Нажамеден Искалиев (1997—1999)
3. Равиль Чердабаев (1999—2003)
4. Амангельды Жумабаев (2003—2011)
5. Заутбек Турисбеков (28 апреля 2012 — 25 декабря 2015)
6. Самат Ордабаев (22 апреля 2016 — 22 февраля 2020)
7. Дархан Калетаев (22 февраля 2020 — 17 апреля 2025)
8. Толежан Барлыбаев (17 апреля 2025 — н. в.)

### Финляндия
1. Галымжан Койшибаев (2012—2016)
2. Мурат Нуртлеуов (29 марта 2016—25 марта 2019)
3. Жанна Сартбаева  (18 мая 2019—20 июня 2024)
4. Азамат Абдраимов (20 июня 2024—н. в.)

### Франция
1. Тлеухан Кабдрахманов (1993—1996)
2. Нурлан Даненов (1997—1999)
3. Акмарал Арыстанбекова (1999—2003)
4. Дулат Куанышев (2003—2005)
5. Аманжол Жанкулиев (2005—2008)
6. Мурат Ташибаев (2008—2009)
7. Нурлан Даненов (2009—октябрь 2017)
8. Жан Галиев (31 октября 2017—23 июля 2022)
9. Гульсара Арыстанкулова (23 июля 2022—н. в.)

### Хорватия
1. Аслан Мусин (4 марта 2014 — 4 января 2017)
2. Толежан Барлыбаев (11 мая 2017 — 30 марта 2022)
3. Алтай Абибуллаев (30 марта 2022 — 24 марта 2023)
4. Акылбек Камалдинов (16 июня 2023 — 5 января 2025)
5. Даулет Батрашев (5 января 2025 — н. в.)

### Чехия
1. Шарип Омаров (2004—2007)
2. Анарбек Карашев (2008—28 июля 2014)
3. Сержан Абдыкаримов (марта 2015—30 сентября 2019)
4. Марат Тажин (26 ноября 2019 — 16 июня 2023)
5. Бакыт Дюсенбаев (16 июня 2023 — н. в.)

### Швейцария
1. Булат Утемуратов (1996—1999)
2. Нурлан Даненов (1999—2004)
3. Кайрат Абусеитов (2004—2008)
4. Аманжол Жанкулиев (2008—2009)
5. Мухтар Тлеуберди (2009—март 2016)
6. Жанар Айтжанова (11 мая 2016—4 сентября 2019)
7. Алибек Бакаев (4 сентября 2019—21 октября 2022)
8. Кайрат Саржанов (21 октября 2022—н. в.)

### Швеция
1. Дастан Елеукенов (12 сентября 2013 — 18 марта 2019)
2. Кайрат Абдрахманов (март 2019 — 5 декабря 2020)
3. Сергей Нуртаев (февраль 2021 — 6 сентября 2024)
4. Олжас Мухамедгалымович Сулейменов (с 6 сентября 2024)

### Эстония
1. Нурлан Сейтимов (21 декабря 2019 — 27 марта 2024)
2. Алтай Кульгинов (27 марта 2024 — н. в.)

## Постоянные представители при ООН
1. Акмарал Арыстанбекова (1992—1999)
2. Мадина Джарбусынова (1999—2003)
3. Ержан Казыханов (2003—2007)
4. Бырганым Айтимова (2007—2013)
5. Кайрат Абдрахманов (2013—28 декабря 2016)
6. Кайрат Умаров (4 января 2017— 30 сентября 2020)
7. Магжан Ильясов (30 сентября 2020—6 октября 2022)
8. Акан Рахметуллин (6 октября 2022 — н. в.)